# Nyírpazony
Nyírpazony là một thị trấn thuộc hạt Szabolcs-Szatmár-Bereg, Hungary. Thị trấn này có diện tích 15,05 km², dân số năm 2010 là 3458 người, mật độ 230 người/km².